# Parafia św. Mikołaja w Szczedrzyku
Parafia św. Mikołaja – rzymskokatolicka parafia położona przy ulicy 1 Maja 19 w Szczedrzyku. Parafia należy do dekanatu Ozimek w diecezji opolskiej.

## Historia parafii
Parafia w Szczedrzyku należy do jednej z najstarszych na Opolszczyźnie.
Dokładna data powstania parafii w Szczedrzyku nie jest znana. Na początku XIV wieku w wykazie biskupstwa wrocławskiego występuje miejscowość Szczedrzyk, z której pobierano dziesięcinę. Kolejna informacja pochodzi z I połowy XV wieku, w której wrocławski biskup Konrad, książę oleśnicki, wydzierżawił biskupie dziesięciny w Szczedrzyku.
Parafia w tym czasie posiadała również filię jaką był kościół w Krasiejowie. Parafia sięgała po Chrząstowice, Fosowskie i Kolonowskie. Następne dokumenty pochodzą z lat 1687–1688. Wizytację w tym czasie przeprowadził archidiakon Marcin Stephetius. Obecny kościół parafialny wybududowano w latach 1899–1900, a konsekrowany był 20 maja 1905 roku przez kardynała Georga von Koppa.
Proboszczem parafii od 24 sierpnia 2023 roku jest ks. Krzysztof Matysek.

## Zasięg parafii
Parafię zamieszkuje 1978 mieszkańców, terytorialnie obejmuje ona miejscowości:
- Szczedrzyk,
- Antoniów – ulice: Dylakowską, Graniczną, Jedlicką, Krótką, Młyńską, Polną, Sosnową, Stawową i Tysiąclecia Państwa Polskiego,
- Jedlice,
- Niwki,
- Pustków[3].

## Proboszczowie po 1945 roku
- ks. Maksymilian Broll
- ks. Gerard Strzeduła
- ks. Henryk Szier
- ks. Hubert Chudoba
- ks. Marcin Ogiolda
- ks. Krzysztof Matysek

## Wspólnoty parafialne
- Nadzwyczajni Szafarze Komunii Świętej,
- Ministranci,
- Marianki,
- Róże Różańcowe[3].